# Soyuz TM-30
Soyuz TM-30 (tiếng Nga: Союз ТМ-30) là chuyến bay của tàu vũ trụ Soyuz, chuyến bay vũ trụ có con người thứ 39 và cuối cùng đến trạm vũ trụ Mir. Phi hành đoàn của phi vụ đã được gửi bởi MirCorp - một công ty tư nhân - để tái kích hoạt và sửa chữa trạm vũ trụ. Phi hành đoàn cũng đã tiếp tế trạm và đẩy cao quỹ đạo của trạm đến một quỹ đạo có cận điểm là 360 km và viễn điểm là 378 km (223 và 235 dặm, tương ứng). Việc đẩy cao quỹ đạo của trạm, được thực hiện bằng cách sử dụng các động cơ của tàu vũ trụ Progress/Tiến bộ M1-1 và M1-2, khiến việc di chuyển giữa Mir và Trạm Vũ trụ Quốc tế là không thể, như mong muốn của NASA. Phi vụ này là phi vụ đầu tiên được tư nhân tài trợ đến một trạm không gian.
Nhiệm vụ này là một phần trong nỗ lực của MirCorp nhằm tân trang và tư nhân hóa trạm vũ trụ Mir đã cũ và gần đến thời hạn hoạt động. Các nhiệm vụ được tài trợ thương mại sau Soyuz TM-30 ban đầu được lên kế hoạch để tiếp tục nỗ lực phục hồi trạm vũ trụ 14 tuổi, nhưng vì không đủ kinh phí và đầu tư nên cuối cùng trạm đã về Trái Đất vào đầu năm 2001.

## Phi hành đoàn
| Vị trí           | Phi hành gia phóng lên                                                                                 | Phi hành gia trở về                                                                                    |
| ---------------- | --- | --- |
| Chỉ huy          | Sergei V. Zalyotin, Rosaviakosmos - Thành viên phi hành đoàn Mir EO/ЭО-28 - Chuyến bay vũ trụ đầu tiên | Sergei V. Zalyotin, Rosaviakosmos - Thành viên phi hành đoàn Mir EO/ЭО-28 - Chuyến bay vũ trụ đầu tiên |
| Kỹ sư chuyến bay | Aleksandr Y. Kaleri, Rosaviakosmos - Thành viên phi hành đoàn Mir EO/ЭО-28 - Chuyến bay vũ trụ thứ 3   | Aleksandr Y. Kaleri, Rosaviakosmos - Thành viên phi hành đoàn Mir EO/ЭО-28 - Chuyến bay vũ trụ thứ 3   |

Chú thích:
- EO (tiếng Nga: ЭО, Экспедиция Основная, Ekspeditsiya Osnovnaya) nghĩa là phi hành đoàn ở dài ngày tại trạm vũ trụ.

Soyuz TM-30 là chuyến bay vũ trụ đầu tiên của chỉ huy chuyến bay Sergei Zalyotin, người đã trở thành phi hành gia vào năm 1990 và hoàn thành khóa huấn luyện chung hai năm sau đó vào năm 1992. Đây cũng là chuyến thăm thứ ba vào vũ trụ của kỹ sư chuyến bay Aleksandr Kaleri, người trở thành phi hành gia vào năm 1984 và hoàn thành khóa đào tạo chung vào năm 1986. Ông từng là kỹ sư chuyến bay trên các phi vụ Soyuz TM-14 và TM-24 đến Mir lần lượt vào năm 1992 và 1996-7.

### Phi hành đoàn dự phòng
| Vị trí           | Phi hành gia                        |
| ---------------- | ----------------------------------- |
| Chỉ huy          | Salizhan S. Sharipov, Rosaviakosmos |
| Kỹ sư chuyến bay | Pavel V. Vinogradov, Rosaviakosmos  |

Trong khi Soyuz TM-30 đang ở trên quỹ đạo, một nhiệm vụ thứ hai do tư nhân tài trợ đã được lên kế hoạch để tiếp tục nỗ lực phục hồi trạm Mir. Phi hành đoàn được giao nhiệm vụ này, mặc dù không bao giờ bay, đã được báo cáo là phi hành đoàn dự phòng cho Soyuz TM-30, là các phi hành gia Salizhan Sharipov và Pavel Vinogradov.
Có thể tham khảo thêm tại:

## Hoàn cảnh phi vụ
Soyuz TM-30 được MirCorp dự định là phi vụ đầu tiên trong một loạt các phi vụ nhằm tân trang trạm vũ trụ Mir đã 14 tuổi cho mục đích thương mại. Mặc dù nhiệm vụ dự kiến kéo dài khoảng hai tháng, chỉ huy Sergei Zalyotin nói trước chuyến bay rằng nếu có thêm kinh phí, phi vụ có thể được kéo dài cho đến tháng 8, khi một phi hành đoàn khác sẽ thay thế họ. Một kịch bản khác, đã xảy ra trong thực tế, là một lần nữa rời khỏi trạm vũ trụ và để trạm không có người ở, như đã được thực hiện vài tháng trước khi thực hiện phi vụ. Đến cuối phi vụ Soyuz TM-30 các kế hoạch được lập ra để gửi một phi vụ khác được tư nhân tài trợ để tiếp tục các nỗ lực bảo trì của MirCorp; các phi hành gia Salizhan Sharipov và Pavel Vinogradov đã được chỉ định làm phi hành đoàn.

## Những điểm nhấn trong phi vụ
Soyuz TM-30 phóng vào lúc 08:00:29 UCT ngày 4 tháng 4 năm 2000. Tàu vũ trụ đã kết nối trạm thành công vào ngày 6 tháng 4 lúc 06:31:24 UCT. Mặc dù hệ thống kết nối của Soyuz được tự động hóa trong điều kiện bình thường, nhưng vài mét cuối cùng trong việc tiếp cận trạm đã được thực hiện ở chế độ thủ công. Quyết định chuyển sang chế độ thủ công được đưa ra sau khi các phi hành gia phát hiện một sai lệch nhỏ trong việc tiếp cận của tàu vũ trụ với cổng kết nối. Vào khoảng 09:32 UCT vào ngày kết nối, phi hành đoàn đã chuẩn bị để mở các cửa nối giữa tàu vũ trụ Soyuz và trạm vũ trụ. Sau khi vào ga, phi hành đoàn đã ổn định bầu không khí bên trong Mir và thực hiện công việc bảo trì định kỳ.
Vào ngày 25 tháng 4, một tàu tiếp tế không người lái, Progress/Tiến bộ M1-2, được phóng từ Sân bay vũ trụ Baikonur đến trạm vũ trụ để cung cấp vật tư cho phi hành đoàn. Progress M1-2 kết nối Mir vào ngày 27 tháng 4. Trước đó, vào ngày 26 tháng 4, tàu vận tải Progress M1-1, đã kết nối trạm từ hai tháng trước và được Cơ quan Vũ trụ Liên bang Nga sử dụng để đẩy trạm lên quỹ đạo cao hơn, đã rời Mir và về Trái Đất ở trên Thái Bình Dương, phía đông New Zealand.
Cuộc đi bộ ngoài không gian duy nhất của phi vụ đã diễn ra vào ngày 12 tháng 5, từ 10:44 đến 15:36 UTC. Mục tiêu chính của cuộc đi bộ ngoài không gian này là sửa chữa thiệt hại ở các bộ phận bên ngoài của Mir và ghi lại toàn cảnh phần thân của trạm để các chuyên gia trên Trái Đất phân tích tác động của không gian lên chính trạm. Các phi hành gia đã kiểm tra một tấm pin năng lượng mặt trời bị trục trặc trên mô-đun Kvant-1 của trạm. Họ phát hiện ra rằng một sợi dây bị cháy nối giữa tấm pin với hệ thống điều chỉnh tư thế của nó khiến nó không thể hướng về Mặt Trời. Tấm pin sau đó đã bị coi như là một tổn thất, không thể sửa chữa được.
Vào ngày 15 tháng 6 năm 2000, tàu vũ trụ Soyuz TM-30 rời khỏi trạm vũ trụ vào khoảng 21:24 UCT. Thao tác khởi động động cơ để về Trái Đất đã thực hiện vào khoảng 23:52UTC và tàu đã hạ cánh vào khoảng 00:44 UTC vào ngày 16 tháng 6, khoảng phía đông nam Arkalyk ở Kazakhstan.

## Các mốc quan trọng
Soyuz TM-30 là chuyến bay không gian có người lái được tư nhân tài trợ đầu tiên nhưng một số lần đầu tiên khác cũng đã đạt được, bao gồm cuộc đi bộ ngoài không gian đầu tiên được chi trả bởi tư nhân và phi vụ tiếp tế không người lái được tư nhân tài trợ đầu tiên tới trạm vũ trụ, sử dụng tàu vận tải Progress-M1. Soyuz TM-30 cũng đã cố gắng trì hoãn thời gian về Trái Đất của Mir, dự kiến ban đầu xảy ra trong năm 2000, nhưng cuối cùng xảy ra vào tháng 3 năm 2001.